# África Occidental Británica
África Occidental Británica (en inglés: British West Africa) fue el nombre colectivo usado para las posesiones británicas en África Occidental durante el período colonial, ya sea en el sentido geográfico o como unidad administrativa formal. El África Occidental Británica como entidad colonial se conocía originalmente como Colonia de Sierra Leona y sus Dependencias, luego como Territorios Británicos de África Occidental y finalmente como Asentamientos Británicos de África Occidental.
El Reino Unido ocupó varias partes de estos territorios o su totalidad a lo largo del siglo XIX. De oeste a este, las colonias se convirtieron en los países independientes de Gambia, Sierra Leona, Ghana y Nigeria. Hasta su independencia, a Ghana se la conocía como la Costa de Oro.

## Jurisdicción histórica
El África Occidental Británica se constituyó durante dos periodos (del 17 de octubre de 1821 hasta su primera disolución el 13 de enero de 1850, y de nuevo desde el 19 de febrero de 1866 hasta su disolución definitiva el 24 de noviembre de 1888) como una entidad administrativa bajo un gobernador en jefe (equivalente en rango a un Gobernador General), un cargo conferido al gobernador de Sierra Leona (en Freetown).
Las varias colonias fueron establecidas para apoyar los esfuerzos de la Marina Real Británica y su Escuadra de África Occidental más que por intereses económicos o expansionistas.[cita requerida]
Las otras colonias incluidas en la jurisdicción fueron Gambia y la Costa de Oro (actual Ghana). En algunas ocasiones Nigeria también fue incluida.
El África Occidental Británica se fundó originalmente a instancias del destacado abolicionista Fowell Buxton, quien creía que acabar con el comercio de esclavos en el Atlántico requería cierto nivel de control británico de la costa. El desarrollo se basó únicamente en la modernización, y los sistemas educativos autónomos fueron el primer paso para modernizar la cultura indígena. Se ignoraron las culturas y los intereses de los pueblos autóctonos. Un nuevo orden social, así como las influencias europeas dentro de las escuelas y las tradiciones locales, ayudaron a moldear la cultura del África occidental británica. El plan de estudios de la escuela colonial británica de África Occidental ayudó a desempeñar un papel en esto. Se desarrollaron élites locales, con nuevos valores y filosofías, que cambiaron el desarrollo cultural general.
En términos de problemas sociales con el África occidental británica; el sexo y la raza generalmente entraban en conflicto entre sí (Carina E. Ray lo llamó el 'Problema de la esposa blanca'). Durante la historia del África occidental británica, las relaciones interraciales estaban mal vistas y las parejas podían ser discriminadas. Incluso hubo ciertas políticas que deportaron a las esposas de estas relaciones a Gran Bretaña y les negaron el acceso a cualquiera de estas colonias.[cita requerida]

## Fin
Incluso tras su disolución se siguió manteniendo una única divisa, la libra del África Occidental Británica, en toda la región (incluyendo Nigeria) desde 1907 a 1962.[cita requerida]
Nigeria ganó su independencia en 1960, el mismo año que Sierra Leona, que gozaba de autogobierno desde 1958. Gambia se independizó en 1965. En 1954, la colonia británica de Costa del Oro alcanzó el autogobierno, independizándose en 1957 bajo el nombre de Ghana.